# Und-Gatter
Ein Und-Gatter ist ein Gatter mit mehreren Eingängen und einem Ausgang, bei dem der Ausgang eine 1 liefert, wenn an allen Eingängen 1 anliegt.
Es entspricht dem Logischen UND. In der Schaltalgebra wird die UND-Verknüpfung durch • (Mal), & oder ∧ dargestellt und wird auch als Konjunktion bezeichnet.

## Übersicht
| Funktion                                                                      | Schaltsymbol | Schaltsymbol    | Schaltsymbol         | Wahrheitstabelle | Relais-Logik |
| ----------------------------------------------------------------------------- | ------------ | --------------- | -------------------- | --- | ------------ |
| Funktion                                                                      | IEC 60617-12 | US ANSI 91-1984 | DIN 40700 (vor 1976) | Wahrheitstabelle | Relais-Logik |
| {\displaystyle Y=A\wedge B} {\displaystyle Y=A\cdot B} {\displaystyle Y=A\,B} |              |                 |                      | \| A \| B \| Y = A ∧ B \| \| - \| - \| --------- \| \| 0 \| 0 \| 0 \| \| 0 \| 1 \| 0 \| \| 1 \| 0 \| 0 \| \| 1 \| 1 \| 1 \| |              |
| A                                                                             | B            | Y = A ∧ B       |                      | |              |
| 0                                                                             | 0            | 0               |                      | |              |
| 0                                                                             | 1            | 0               |                      | |              |
| 1                                                                             | 0            | 0               |                      | |              |
| 1                                                                             | 1            | 1               |                      | |              |

## Und-Gatter mit größerer Anzahl von Eingängen
Ein Und-Gatter hat standardmäßig zwei Eingänge (AND2), jedoch stehen auch Und-Gatter mit mehr als zwei Eingängen im Handel zur Verfügung. Die Schaltsymbole entsprechen dem eines AND2-Gatters mit zusätzlichen Eingängen.
Die untenstehende Abbildung zeigt links ein Und-Gatter mit drei Eingängen (AND3) und in der Mitte einen möglichen Aufbau eines AND3-Gatters: Der Ausgang des ersten Und-Gatters wird an einen Eingang des zweiten angeschlossen.
In Logikfamilien wie CMOS können Und-Gatter effizienter durch Kaskadierung von NAND- und NOR-Gattern implementiert werden. Dies benötigt weniger Transistoren und ist deutlich schneller als eine entsprechende Kaskadierung von Und-Gattern. Ein Beispiel ist in der rechten Abbildung dargestellt.

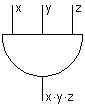
Schaltsymbol AND3
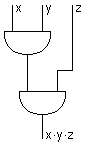
Möglicher Aufbau eines AND3-Gatters
UND-Gatter mit 12 Eingängen, realisiert mit NAND- und NOR-Gattern

## Realisierung
UND-Gatter werden als integrierte Schaltung (IC) von vielen Herstellern produziert.
Standardbausteine dieser Art sind z. B. unter der Bezeichnung „7408“ in TTL-Technik und als „74HC08“ in CMOS-Technologie erhältlich und beinhalten vier UND-Gatter mit jeweils zwei Eingängen. Die genaue Bauteilbezeichnung ist herstellerabhängig. Logik-Gatter dieser Art sind für wenige Cent im Elektronik-Fachhandel erhältlich.

### CMOS
Das Bild rechts zeigt das Schaltbild eines Und-Gatters in CMOS-Technologie. Liegt an den Eingängen A und B High-Potential an, dann leiten T3 und T4, wobei T1 und T2 sperren. Dadurch liegt an T5 und T6 Low-Potential an und T5 leitet und T6 sperrt, weswegen am Ausgang Y High-Potential anliegt. Bei allen anderen Eingangszuständen liegt Low-Potential am Ausgang, weil T6 leitet.
T1 bis T4 bilden hierbei ein NAND-Gatter und T5 und T6 einen Inverter. Dies ist unten links dargestellt. Durch die zusätzlich erforderlichen Transistoren und die dadurch verursache zusätzliche Laufzeit ist ein AND-Gatter in CMOS weniger effizient als ein NAND-Gatter.

UND-Gatter aus einem NAND-Gatter und einem Inverter
Schaltbild eines UND-Gatters in CMOS